# Wédric le Sor
 (octobre 2010).
Si vous disposez d'ouvrages ou d'articles de référence ou si vous connaissez des sites web de qualité traitant du thème abordé ici, merci de compléter l'article en donnant les références utiles à sa vérifiabilité et en les liant à la section « Notes et références ».
Wédric Ier le Sor  ou le Roux (vers l'an mil) est un seigneur de Leuze et de Condé, d'une province du Nord de la France, la Thiérache. Il est le vassal du comte de Hainaut Régnier V qui possède toute la région d'Avesnes.
Wédric le Sor se prétendait issu de Gérard de Roussillon, il se mit à la tête d'aventuriers et parcourut toutes les provinces de Belgique. Il pillait, rançonnait et s'emparait des villes, dont il levait des fortifications et par la suite les annexait à son domaine, c'est ainsi que Grammont, Lessines, Alost, Chièvres qu'il prit à son beau-père, tombèrent entre ses mains.
Le comte de Hainaut pour s'en débarrasser, lui donna le Brabant ainsi que les terres situées entre les deux Helpes "au terroir d'Avesnes". Dans la première moitié de ce siècle, il devint seigneur d'Avesnes-sur-Helpe et passa sa retraite à Leuze. 
Père de Wédric II le Barbu, il fonda la Maison d'Avesnes.